# Élections régionales de 1976 en Bade-Wurtemberg
Les élections régionales de 1976 en Bade-Wurtemberg (en allemand : Landtagswahl in Baden-Württemberg 1976) se tiennent le 4 avril 1976, afin d'élire les 120 députés de la 7e législature du Landtag pour un mandat de quatre ans. Du fait de la loi électorale, 121 députés sont finalement élus.
Le scrutin est marqué par une nouvelle victoire de la CDU, qui renforce sa majorité absolue acquise en 1972. Le ministre-président Hans Filbinger est alors investi pour un quatrième mandat.

## Contexte
Aux élections législatives régionales du 23 avril 1972, la CDU du ministre-président Hans Filbinger, au pouvoir depuis 1966 avec le soutien d'une « grande coalition », remporte une nette victoire en obtenant une solide majorité absolue de 52,9 % des suffrages exprimés et 65 députés sur 120.
Emmené par le ministre de l'Intérieur Walter Krause, le SPD totalise 37,6 % des voix, ce qui constitue son meilleur score historique en Bade-Wurtemberg, et 45 sièges. Les dix élus restants reviennent au FDP, qui réunit 8,9 % des exprimés. Par ailleurs, le NPD néo-nazi perd sa représentation parlementaire puisqu'il n'avait présenté aucun candidat lors de ce scrutin.
Filbinger est ensuite investi pour un troisième mandat à la tête d'une cabinet monocolore dont le ministre de l'Éducation Wilhelm Hahn est vice-ministre-président et la ministre du Travail Annemarie Griesinger la première femme ministre du Land.
L'année qui suit, Krause renonce à présider le groupe parlementaire au profit de Rudolf Schieler et Heinz Bühringer cède la présidence régionale du SPD au ministre fédéral de la Coopération économique Erhard Eppler, qui quitte le cabinet fédéral en 1974. 

## Mode de scrutin
Le Landtag est constitué de 120 députés (en allemand : Mitglied des Landtags, MdL), élus pour une législature de quatre ans au suffrage universel direct et suivant le scrutin proportionnel de Sainte-Laguë.
Chaque électeur dispose d'une voix, qui compte double. Elle est d'abord attribuée au parti politique dont le candidat est le représentant, puis elle permet de déterminer le score du candidat dans sa circonscription, le Land comptant un total de 70 circonscriptions.
Lors du dépouillement, l'intégralité des 120 sièges est répartie en fonction de la première attribution, à condition qu'un parti ait remporté 5 % de ces voix au niveau du Land (les voix des candidats indépendants sont donc exclues de ce décompte). Cette répartition est ensuite répétée au niveau des quatre districts. Si un parti a remporté des mandats avec la deuxième attribution, ses sièges sont d'abord pourvus par ceux-ci. Les sièges restants sont ensuite comblés par les candidats des circonscriptions non-élus, dans l'ordre décroissant de leur résultat en pourcentage.
Dans le cas où un parti obtient plus de mandats au scrutin uninominal que la proportionnelle ne lui en attribue, la taille du Landtag est augmentée jusqu'à rétablir la proportionnalité.

## Campagne

### Principales forces
| Parti | Parti                                                                              | Chef de file                        | Résultats de 1972          |
| ----- | ---------------------------------------------------------------------------------- | ----------------------------------- | -------------------------- |
|       | Union chrétienne-démocrate d'Allemagne Christlich Demokratische Union Deutschlands | Hans Filbinger (Ministre-président) | 52,9 % des voix 65 députés |
|       | Parti social-démocrate d'Allemagne Sozialdemokratische Partei Deutschlands         | Erhard Eppler                       | 37,6 % des voix 45 députés |
|       | Parti libéral-démocrate Freie Demokratische Partei                                 | Jürgen Morlok                       | 8,9 % des voix 10 députés  |

## Résultats

### Voix et sièges
| Parti                             | Parti                                         | Voix      | Voix  | Sièges | Sièges        | Sièges | Sièges | Sièges        |
| Parti                             | Parti                                         | Votes     | %     | MU1    | +/-           | Liste  | Total  | +/-           |
| --------------------------------- | --------------------------------------------- | --------- | ----- | ------ | ------------- | ------ | ------ | ------------- |
|                                   | Union chrétienne-démocrate d'Allemagne (CDU)  | 2 573 147 | 56,72 | 69     | 9             | 2      | 71     | 6             |
|                                   | Parti social-démocrate d'Allemagne (SPD)      | 1 510 012 | 33,29 | 1      | 9             | 40     | 41     | 4             |
|                                   | Parti libéral-démocrate (FDP)                 | 353 754   | 7,80  | 0      | en stagnation | 9      | 9      | 1             |
|                                   | Parti national-démocrate d'Allemagne (NPD)    | 42 927    | 0,95  | 0      | Nv.           | 0      | 0      | Nv.           |
|                                   | Parti fédéraliste européen (EFP)              | 29 580    | 0,65  | 0      | Nv.           | 0      | 0      | Nv.           |
|                                   | Parti communiste allemand (DKP)               | 18 762    | 0,46  | 0      | en stagnation | 0      | 0      | en stagnation |
|                                   | Ligue communiste d'Allemagne de l'Ouest (KBW) | 5 751     | 0,13  | 0      | Nv.           | 0      | 0      | Nv.           |
|                                   | Autres                                        | 2 582     | 0,06  | 0      | en stagnation | 0      | 0      | en stagnation |
|                                   |                                               |           |       |        |               |        |        |               |
| Votes valides                     | Votes valides                                 | 4 536 515 | 98,69 |        |               |        |        |               |
| Votes blancs et nuls              | Votes blancs et nuls                          | 60 295    | 1,31  |        |               |        |        |               |
| Total                             | Total                                         | 4 596 810 | 100   | 70     | en stagnation | 51     | 121    | 1             |
| Abstentions                       | Abstentions                                   | 1 495 684 | 24,55 |        |               |        |        |               |
| Nombre d'inscrits / participation | Nombre d'inscrits / participation             | 6 092 494 | 75,45 |        |               |        |        |               |